# Секретарка (Оренбургская область)
Секрета́рка — село в Северном районе Оренбургской области России. Административный центр Секретарского сельсовета.

## География
Село находится в северо-западной части Оренбургской области, в пределах Бугульминско-Белебеевской возвышенности, в степной зоне, на берегах реки Секретарка, вблизи места впадения её в реку Кандыз, на расстоянии примерно 21 км (по прямой) к северо-востоку от села Северное, административного центра района. Абсолютная высота — 191 м над уровнем моря.
Климат
Климат характеризуется как континентальный с продолжительной морозной зимой, тёплым летом и относительно короткими весной и осенью. Продолжительность безморозного периода составляет 115—125 дней. Среднегодовое количество атмосферных осадков превышает 400 мм.
Часовой пояс
Село Секретарка, как и вся Оренбургская область, находится в часовой зоне МСК+2. Смещение применяемого времени относительно UTC составляет +5:00.

## Население
| 2010 |
| ---- |
| 461  |

Половой состав
По данным Всероссийской переписи населения 2010 года, в половой структуре населения мужчины составляли 50,1 %, женщины — соответственно 49,9 %.
Национальный состав
Согласно результатам переписи 2002 года, в национальной структуре населения мордва составляла 52 % из 572 чел., русские — 46 %.

## Известные уроженцы
- Самоленко, Татьяна Владимировна (род. 1961) — советская и украинская бегунья на средние дистанции. Заслуженный мастер спорта СССР.
- Епископ Красногорский Фома (Мосолов).